# Hoplolabis maria
Hoplolabis maria är en tvåvingeart som först beskrevs av Alexander 1948.  Hoplolabis maria ingår i släktet Hoplolabis och familjen småharkrankar. Inga underarter finns listade i Catalogue of Life.